# Theodore Thomas
Theodore Thomas és un director i productor de cinema nord-americà. És fill de l'animador de Disney Frank Thomas.
Les seves pel·lícules inclouen la pel·lícula de 1983 D'on venen les joguines?, el documental sobre els dos últims animadors de Disney "Nine Old Men", Frank and Ollie (1995), i Walt & El Grupo (2008), documentant Disney i el seu grup visitant Amèrica del Sud durant la Segona Guerra Mundial.
El 2012, Thomas va produir un altre documental sobre animadors de Disney, Growing up with Nine Old Men (inclòs a l'edició de diamant del DVD Peter Pan)